# Stratford-upon-Avon
Stratford-upon-Avon je tržno mesto v južnem delu grofije Warwickshire v Angliji. Leži ob reki Avon, 146 km od Londona, 35 km jugovzhodno od Birminghama in 13 km jugozahodno od središča grofije, mesta Warwick. Je glavno mesto okrožja Stratford-on-Avon, ki namesto besede upon vsebuje on in s tem ponazarja, da pokriva precej večje področje kot le mesto samo. Mesto je najjužnejša točka območja Arden na robu Cotswolds. Po popisu leta 2021 je imel Stratford 30.495 prebivalcev.
Stratford so prvotno naselili Briti pred Anglosasi in je ostal vas, preden je gospodar graščine John of Coutances leta 1196 predstavil načrte za razvoj kraja v mesto. Istega leta je Stratford dobil listino od kralja Richarda I., ki je mestu dodelil tedensko tržnico, s čimer bo dobil status tržnega mesta. Posledično je Stratford doživel porast trgovine in trgovine ter urbano širitev.
Mesto je priljubljena turistična točka, saj je rojstni kraj in pokopališče dramatika in pesnika Williama Shakespearja. Letno ga obišče okoli 2,7 milijona obiskovalcev iz celega sveta. Royal Shakespeare Company domuje v gledališču Royal Shakespeare v Stratfordu.

## Etimologija
Ime je kombinacija staroangleškega strǣt (iz latinščine stratum), kar pomeni 'ulica', brod, ki označuje plitev del reke ali potoka, ki omogoča prečkanje s hojo ali vožnjo, in avon, ki je keltska beseda za reka. Street je bila rimska cesta, ki je povezovala ulico Icknield v Alcestru s Fosse Way. Prehod, ki je bil uporabljen že od rimskih časov, je kasneje postal lokacija Cloptonovega mostu.ref name="YorkTutors">»Stratford-Upon-Avon – York Tutors«. York Tutors. Pridobljeno 14. novembra 2016.</ref>
Raziskava iz let 1251–52 prvič uporablja ime Stratford za identifikacijo starega Stratforda in novejših dvorcev. Ime se je po tem času uporabljalo za opis območja, ki posebej obkroža cerkev Svete Trojice in ulice starega mestnega jedra.[10]

## Zgodovina

### Rimsko obdobje
Območje Stratforda je bilo poseljeno v rimskem obdobju, ko je območje prečkala rimska cesta: našli so arheološke ostanke majhnega rimskega mesta, približno 1,6 km severovzhodno od središča mesta Stratford v Tiddingtonu, ki je zdaj del Stratforda, ki je bilo naseljeno od 1. do 5. stoletja našega štetja. Ostanke dveh nadaljnjih verjetnih rimskih naselbin so našli znotraj nekaj milj od današnjega Stratforda.

### Srednji vek
Naselje, ki je kasneje postalo znano kot Stratford, so najprej naselili Anglosasi po njihovi invaziji v 7. stoletju na tisto, kar je postalo znano kot Warwickshire, vendar je bilo takrat del kraljestva Mercia. Verjetno je na mestu današnje cerkve Svete Trojice obstajal anglosaški samostan, ki je bil ustanovljen po tem, ko je zemljišče pridobil Egwin, tretji Worcestrski škof (693-714). Samostan so leta 1015 verjetno uničili vikinški zavojevalci. Zemljišče je ostalo v lasti Worcestrskih škofov do 16. stoletja. Območje okoli cerkve Svete Trojice je še vedno znano kot staro mesto, saj je bilo prvotno območje poselitve okoli samostana. Središče naselbine pri Stratfordu je bilo kasneje premaknjeno proti severu, bližje rečnemu prehodu, ki je bil na boljšem položaju za trgovino.
Stratford, ki so ga takrat imenovali strete ford, je ostal vas vse do poznega 12. stoletja, ko ga je gospodar graščine, škof John iz Coutancesa, razvil v mesto. Coutances je leta 1196 pripravil nov mestni načrt približno 0,8 km severno od prvotne naselbine, ki je temeljil na mrežnem sistemu za razširitev Stratforda in ljudem omogočil najem nepremičnine za trgovanje v mestu. Coutances je svojim novim najemnikom podelil pravico do najema lastnine in njenega prenosa ob smrti. To se je imenovalo meščanska posest. Vsaka zazidljiva parcela ali »burgage« je obsegala približno 0,10 hektarja. Kralj Rihard I. je leta 1196 Stratfordu podelil listino, ki je dovoljevala organiziranje tedenske tržnice v mestu, kar mu je dalo status tržnega mesta. Ti dve listini, ki sta tvorili temelje preobrazbe Stratforda iz vasi v mesto, naredita mesto Stratford staro več kot 800 let, mesto je praznovalo 800. obletnico leta 1996.
Načrti Johna Coutancesa za razvoj Stratforda v mesto so pomenili, da je Stratford postal kraj dela za obrtnike in trgovce. Do leta 1252 je imelo mesto približno 240 burgajev (mestna posest za najem v lasti kralja ali gospoda), pa tudi trgovine, stojnice in druge stavbe. Stratfordski trgovci so za svoje poslovne in verske potrebe ustanovili ceh, znan kot Ceh svetega križa. Ceh se je razvil v glavno mestno institucijo lokalne uprave in je vključeval najpomembnejše meščane, ki so volili uradnike za nadzor nad lokalnimi zadevami. V 13. stoletju so zgradili cehovsko kapelo, okoli leta 1417 pa cehovsko dvorano in ubožnice na Church Streetu. Ceh je v poznem 13. stoletju ustanovil izobraževalno ustanovo.
Številne najzgodnejše in najpomembnejše stavbe mesta so vzdolž Stratfordove zgodovinske hrbtenice, ki je bila nekoč glavna pot od središča mesta do župnijske cerkve. Pot Historic Spine se začne pri Shakespearovi rojstni hiši na ulici Henley. Nadaljuje se skozi Henley Street do zgornjega konca Bridge Street in v High Street, kjer so številne elizabetinske stavbe, vključno s Harvard House. Pot se nadaljuje skozi ulico Chapel Street, kjer sta Nash's House in New Place. Historic Spine se nadaljuje vzdolž Church Street, kjer so cehovske stavbe iz 15. stoletja, pa tudi nepremičnine iz 18. in 19. stoletja. Pot se nato konča v starem mestnem jedru, ki vključuje Hall's Croft in cerkev Svete Trojice.
Med zgodnjo širitvijo Stratforda v mesto je bil edini dostop čez reko Avon v mesto in iz njega preko lesenega mostu, ki je bil prvič omenjen leta 1235. Mosta včasih ni bilo mogoče prečkati zaradi naraščanja reke in antikvar John Leland ga je opisal kot »slab most iz lesa in brez nasipa do njega, zaradi česar mnogi revni ljudje in drugi niso hoteli priti v Stratford, ko je bil Avon gor, ali pa je bil prihod tja v nevarnosti za življenje«. Leta 1484 je bil namesto njega zgrajen nov zidani ločni most, imenovan Clopton Bridge, poimenovan po Hughu Cloptonu, ki je plačal njegovo gradnjo, bogatemu domačinu, ki je kasneje postal londonski župan. Novi most je ljudem olajšal trgovanje v Stratfordu in mimoidočim popotnikom, da ostanejo v mestu.

### Tudorsko obdobje
Srednjeveške strukture lokalne uprave so v obdobju Tudorjev doživele pomembne spremembe: Ceh svetega križa je bil ukinjen leta 1547, ko je kralj Edvard VI. Angleški zatrl verske cehe, prebivalci Stratforda pa so zaprosili krono za listino o ustanovitvi kot okrožje, ki so jo prejeli leta 1553. To je omogočilo oblikovanje novega mestnega sveta, ki je podedoval lastnino in odgovornosti ukinjenega ceha. Listina o ustanovitvi je Stratfordovo šolo preoblikovala v šolo kralja Edvarda VI.
Cotswolds, ki je blizu Stratforda, je bil do druge polovice 19. stoletja glavno območje za gojenje ovc, pri čemer je bil Stratford eden njegovih glavnih središč za predelavo, trženje in distribucijo ovc in volne. Posledično je Stratford med 15. in 17. stoletjem postal center za strojenje. Izdelovanje rokavic je bila pomembna panoga, ki je bila v svojem vrhuncu v 15. in 16. stoletju. Tako kot sladarstvo, predelava žita v slad.
John Shakespeare, prvotno kmet, se je leta 1551 preselil v Stratford iz bližnje vasi Snitterfield in postal uspešen rokavičar (izdelovalec rokavic) in poslovnež ter uradnik v mestnem svetu. Spoznal je in se poročil z Mary Arden, članico lokalnega plemstva, okoli leta 1557. Skupaj sta imela osem otrok, vključno z najslavnejšim stratfordskim sinom Williamom Shakespearom leta 1564, ki naj bi bil rojen v hiši, ki je danes znana kot Shakespearova rojstna hiša.ref name="PWS">»The Parents of William Shakespeare«. Pridobljeno 10. februarja 2022.</ref>

### 17. in 18. stoletje
Stratford je bil središče precejšnje dejavnosti in nekaj bojev med angleško državljansko vojno. Ker je bil na stičišču več glavnih cest, je bil strateško pomemben tako za kraljevsko kot za parlamentarno vojsko. Zaradi neposredne bližine parlamentarne trdnjave Warwicka je Stratford večino spopadov ostal pod parlamentarnim nadzorom, čeprav so ga čete neposredno zasedle le občasno. Februarja 1643 so Stratford zasedle kraljeve sile pod polkovnikom Wagstaffejem.
Parlamentarci pod vodstvom lorda Brooka so ga ponovno zavzeli 25. februarja po spopadu na bližnji cesti v Warwick. Ko je zavaroval mesto, se je Brooke vrnil v Warwick. V enem pomembnem incidentu februarja 1643 je bila tržnica v Stratfordu na mestu sedanje mestne hiše uničena, potem ko je tri sode smodnika, ki so bili tam shranjeni, razneslo. Zdi se, da so od marca 1644 do dela naslednjega leta Stratford nenehno zasedale parlamentarne čete. Aprila 1645 je prišlo do še enega kraljevega napada.
Skozi Stratford je med spopadom šlo več slavnih ljudi: aprila 1643 je mimo šel princ Rupert, julija je bil ponovno v Stratfordu, kjer je srečal kraljico Henrietto Mario, ki je potovala skozi Midlands in je bila gostja v čast Susanne Hall, hčerke Williama Shakespeara, na New Placeu. Oliver Cromwell je bil v Stratfordu decembra 1646 in ponovno leta 1651 pred bitko pri Worcestru.
Kljub povečanju trgovine v Stratfordu je le-ta med sredino 13. stoletja in koncem 16. stoletja komaj rasel, pri čemer je pregled mesta leta 1590 pokazal, da je 217 hiš pripadalo gospodarju graščine. Rast je bila ves čas počasna. 17. stoletje, z davčnimi napovedmi za ognjišča, ki kažejo, da je bilo do leta 1670 v mestu največ približno 429 hiš. Vendar pa se je večja širitev začela po več aktih ograjevanja v poznem 18. stoletju, s prvim in največjim razvojem Johna Paytona, ki je razvil zemljišče na severni strani starega mestnega jedra, kar ustvarja več ulic, vključno z John Street in Payton Street.
Leta 1769 je igralec David Garrick v treh dneh uprizoril velik Shakespearov jubilej, na katerem so zgradili veliko rotundo in navalili številni obiskovalci. To je prispevalo k naraščajočemu pojavu bardolatrije, zaradi česar je Stratford postal turistična destinacija.
Pred prevlado cest in železnic je bil Stratford pomemben prehod v mrežo britanskih kanalov. Reka Avon je postala plovna skozi Stratford leta 1639 z izgradnjo zapornic in jezov, kar je Stratfordu omogočilo plovno povezavo z reko Severn na jugozahodu in blizu Warwicka na severovzhodu, kar je z besedami omogočilo Daniela Defoeja »zelo veliko trgovino s sladkorjem, oljem, vinom, tobakom, železom, svincem in z eno besedo vsem težkim blagom, ki se po vodi prenaša skoraj do Warwicka; v zameno pa koruzo in zlasti sir, vrnejo iz Gloucestershira in Warwickshira v Bristol«.

### 19. stoletja do danes
Med letoma 1793 in 1816 je bil zgrajen kanal Stratford-upon-Avon, ki je povezoval Avon pri Stratfordu z Birminghamom. Do zgodnjega 19. stoletja je bil Stratford cvetoče pristanišče v notranjosti in pomembno trgovsko središče s številnimi kanalskimi in rečnimi pomoli vzdolž današnjega Bancroft Gardens.
Prva železnica v Warwickshiru; tramvaj Stratford in Moreton je bil odprt do Stratforda leta 1826 dolg 26 km: to je bil voz s konjsko vprego, ki je bil namenjena prevozu blaga med kanalom Stratford-upon-Avon, podeželskimi območji južnega Warwickshira in Moreton-in-Marsh. Tramvaj je v zgodnjih 1900-ih ostal v uporabi, tire pa so dvignili leta 1918. Ohranjeni ostanek tega je tramvajski most čez reko Avon, opečnat ločni most, ki zdaj prevaža pešce.
Prva parna železnica, ki je dosegla Stratford, je bila veja Oxford, Worcester in Wolverhampton Railway iz Honeybourna proti jugu, ki je bila odprta julija 1859. Temu je sledila veja Stratford on Avon Railway iz Hattona s severa, ki je bila odprta oktobra 1860. Obe veji sta sprva imeli ločeni končni postaji, vendar sta se kmalu dogovorili, da združita obe veji in odpreta sedanjo železniško postajo Stratford-upon-Avon, ki je bila odprta julija 1861. Obe veji sta pozneje prišli pod nadzor Great Western Railway. Povezava Stratforda z rastočim nacionalnim železniškim omrežjem je omogočila razvoj sodobne turistične industrije.
Stratford med industrijsko revolucijo ni postal glavno središče industrije, vendar so nekatere industrije zrasle lokalno: Edward Fordham Flower je leta 1831 v Stratfordu odprl veliko pivovarno ob kanalu. Pivovarna Flower & Sons Brewery na Clopton Road je preživela do leta 1967, ko je podjetje je prevzel Whitbread. V kraju je bilo odprtih več apnenic, cvetela je proizvodnja ponjav in oljnih tkanin. Pojav železniškega prometa sredi stoletja je povzročil velik upad rečnega in kanalskega prometa, plovba po reki Avon skozi Stratford pa je bila leta 1875 opuščena. Prostovoljci so jo obnovili kot navigacijo skoraj stoletje kasneje leta 1974.
Rast viktorijanskega Stratforda kot turistične destinacije sta dodatno okrepila Edward Fordham Flower in njegov sin Charles Edward Flower, lastnika lokalnega pivovarskega podjetja in pomembne osebnosti v lokalnih zadevah: z njunimi kampanjami in prizadevanji za zbiranje sredstev je bilo odprto gledališče Shakespeare Memorial Theatre na banke Avon leta 1879. Prvotno gledališče je uničil požar leta 1926. Njegovo zamenjavo so odprli leta 1932, zasnovala ga je Elisabeth Scott, s čimer je postalo prva pomembna stavba, ki jo je v Veliki Britaniji postavila ženska arhitektka.
Leta 1974 je bilo staro okrožje Stratford ukinjeno in združeno v veliko večje okrožje Stratford-on-Avon. Območje okrožja je postalo naslednica župnije z mestnim svetom.

## Geografija
Stratford leži blizu Cotswoldsa (od leta 1966 zaščiteno območje kot Area of Outstanding Natural Beauty - Območje izjemne naravne lepote) in 16 km južno od Chipping Campden. Cotswolds je bilo glavno področje za gojenje ovac do druge polovice 19. stoletja, in Stratford eno od glavnih centrov za predelavo, trženje in distribucijo ovac in volne. Zato je Stratford med 15. - 17. stoletjem postal tudi središče za strojenje. Tako reka kot rimska cesta sta služili kot trgovskih poti v mesto. 
Predmestja in področja Stratford-on-Avon vključujejo Shottery, Bishopton, Bridgetown, Tiddington in Old Town

### Podnebje
Stratford ima zmerno primorsko podnebje, kot je to običajno na Britanskem otočju, kar pomeni da so skrajnosti vročine in mraza redke. Sončnih ur je manj kot 1400 ur na leto,  padavine so enakomerno porazdeljene skozi vse leto. 
Kot pri velikem delu celinske Britanije, je v Stratfordu veliko oblačnosti, medtem ko so obalna območja. 

### Upravljanje
Upravni organ mesta je mestni svet Stratford-upon-Avon, ki ima sedež v Mestni hiši v Rother Street. Svet okrožja Stratford-on-Avon ima sedež v Elizabeth House na Church Street, in Town Trust Stratford-upon-Avon ima sedež v Mestni dvorani na Rother Street. Mestni svet je pristojen za javni red in mir, upravljanje pokopališč, javnih stranišč, rečnih privezov, parkov, zbira donacije prek Trust Towna in izbira mestnega župana.

## Gospodarstvo
Poleg turizma, ki je pomemben delodajalec, še posebej hoteli, gostinstvo, druga dejavnost v mestu obsega gradnjo in vzdrževanje čolnov, koles, mehanične ter elektrotehnične delavnice, proizvodnjo hrane, informacijska tehnologija, storitvene dejavnosti, kmetijstvo, skladiščna in transportna logistika, finance in zavarovanja in veletrgovina na drobno. 

### Turizem
Reden velik priliv turistov je glavni vir dohodka mestne blagajne. V letu 2010 je Okrožni svet porabil 298.000 £ za promocijo turizma. V letu 2010 so tako začeli tržiti blagovno znamko, uradno turistično spletno stran za območje Stratford, imenovano "Odkrijte Stratford", po odprtju novega turistično-informacijski center na Henley Street v maju 2010. 

## Izobraževanje
Stratford je sedež več institucij, ustanovljenih za študij Shakespeara, med njimi Shakespeare Birthplace Trust, ki ima knjige in dokumente v zvezi z dramatikom in Shakespearov inštitut. 
Za Williama Shakespeara verjamejo, da je študiral na šoli King Edward VI. To je bila šola za fante, in je ena od redkih preostalih gimnazij v Angliji, ki izbira svoje učence izključno z uporabo sprejemnih izpitov imenovanih Eleven plus. Stratford-upon-Avon ima tudi dekliško gimnazijo, znano kot "šola Shottery" po lokaciji v vasi Shottery. Neselektivna srednja šola je Stratford-upon-Avon High School, prej znana kot realka Hugh Clopton, ki je bila porušena, da bi naredili prostor za novo šolo. Veliko je osnovnih šol, kot tudi Stratford-upon-Avon kolidž.

## Znamenitosti
Turistične znamenitosti v mestu je predvsem pet hiš, ki se nanašajo na Shakespearovo življenje in so v lasti in zanje skrbi Shakespeare Birthplace Trust. To so: 
- Hall's Croft (nekoč dom Shakespearove hčerke Susanne in njenega moža dr. Johna Halla) in hiša Nash, ki stoji nedaleč stran,
- New Place, ki je bila v lasti Shakespeara in v kateri je umrl.
- V bližini hiše Anne Hathaway na Shottery, je bil dom družine Shakespearove žene preden se je poročila
- Mary Arden House (kmetija Palmer), družinska hiša njegove matere.
- Drugje v okrožju so še kmetije in stavbe na Snitterfieldu, ki so pripadale družini Shakespearovega očeta.
- Na zgornjem koncu Waterside je cerkev Holy Trinity (Svete Trojice), kjer je bil Shakespeare krščen in je pokopan.

Na bregu reke Avon stoji Shakespeare Theatre Royal (RST), ki ga je zasnoval angleški arhitekt Elisabeth Scott in je bil zgrajen leta 1932, in je sedež Royal Shakespeare Company.
Gledališče Swan je bilo ustanovljeno leta 1980 iz ostankov prvotnega Memorial Theatre (ustanovljen leta 1879), in je hitro postal eden izmed najboljših igralskih mest v Veliki 

### Henley Street
Henley Street je ena najstarejših mestnih ulic, ki je doživela precejšno arhitekturno spremembo med šestnajstim in devetnajstim stoletjem. Velika pol-leseno hišo Johna Shakespeara, ki jo je kupil leta 1556, je bil leta 1564 rojstna hiša njegovega sina Williama.
Ob koncu 19. stoletja je Edward Gibbs stavbo prenovil, da natančneje predstavlja prvotno tudorsko kmetijo. Shakespearov center danes meji na Shakespearovo rojstno hišo in je bil dokončan leta 1964. Ne daleč je Carnegie Library odprta leta 1905.
V ulici so še zanimive pol-lesene stavbe prvič omenjene leta 1603 (White Lion Inn, kasneje gostilna Swan). Henley Street je sedaj glavna turistična in nakupovalna ulica s številnimi al fresco' kavarnami in uličnini zabavljači.

### Sheep Street
Sheep Street poteka od ulice Ely proti vzhodu do reke. To je bila v 16. stoletju stanovanjska četrt, nekatere stavbe so obnovili po požaru leta 1595. Nekatere stavbe, ki so bile razširjene v začetku dvajsetega stoletja so nižje.
Kot že ime pove je bila Sheep Street, ki vodi navzdol od mestne hiše do reke, vse do konca 19. stoletja območje, kjer so ovce, ki so jih prignali iz Cotswold Hills, tukaj zaklali. Danes je mestni center restavracij. 
Shrieves House je ena izmed najstarejših še vedno nastanjenih hiš v mestu, v kateri je živel tudi Sir John Falstaff, Skakespearovega strica zet. Oliver Cromwell je bil tu leta 1651. Od tu je napisal pismo lordu Whartonu 27. avgusta 1651, pred bitko pri Worcestru.
Za hišo Shriev je muzej, imenovan »Tudor World«, s prikazom življenja 16. stoletja v gledaliških okoljih.

## Cerkve
- Cerkev sv. Trojice
- Katoliška cerkev St Gregory
- Cerkev St Andrew v Shotteryju
- Stratford-upon-Avon United Reformed Church
- Stratford-upon-Avon Methodist Church

## Znani meščani
V mestu so nekaj časa živeli ali ostali mnogi znani igralci. Nekatere od teh so
- William Shakespeare, angleški dramatik in pesnik.
- Sarah Douglas, igralka, najbolj znana po svoji filmski in televizijski karieri, se je rodila in odraščala v mestu.
- Simon Pegg, igralec, študiral na Stratford-upon-Avon kolidžu (rodil se je v Gloucestershire, Združeno kraljestvo)
- Jeffery Dench, igralec živi malo izven Stratforda v Clifford Chambers
- David Bradley, igralec znan po svoji vlogi v filmih o  Harryju Potterju

Drugi pomembni prebivalci so še:
- Arthur C. Clarke, avtor Odiseje 2001, pripadnik RAF v letu 1940. Kasneje napisal kratko zgodbo »The Curse«, ki se dogaja v postapokaliptičnem Stratfordu-upon-Avon.
- Nekdanji državni sekretar za vojno John Profumo je bil poslanec v 1950-tih.
- Od 1901 do 1924 je živela novelistka Marie Corelli, s pravim imenom Minnie Mackay, hči Charlesa Mackaya, s prijateljico Miss Vyver
- Angleški nogometaš Dion Dublin, ki je igral za Manchester United F.C., Aston Villa in Coventry City ter nacionalno reprezentanco, živi z družino v Stratfordu.

## Pobratena mesta
| Mesto                             | Država         |
| --------------------------------- | -------------- |
| Stratford, Viktorija (Avstralija) | Avstralija     |
| Stratford, Ontario                | Kanada         |
| Stratford, Otok princa Edvarda    | Kanada         |
| Stratford, Taranaki               | Nova Zelandija |
| Stratford, Connecticut            | ZDA            |